# Rostam (Vorname)
Rostam (persisch رستم Rostam [rosˈtam], auch Rustam) ist ein männlicher persischer Vorname.
Es handelt sich wahrscheinlich um einen zoroastrischen, also einen weder islamischen noch arabischen Namen. Die genaue Herkunft des Namens ist nicht geklärt, jedoch kommt der Name im Schāhnāme vor und wurde so im persischen Reich bekannt. Siehe dazu Rostam (Schāhnāme).
Die Bedeutung des Namens ist umstritten. In der Übersetzung des Buchs der Könige von Helen Zimmern wird erklärt, dass der Name aus einem Ausruf von Rostams Mutter Rudabeh nach der schmerzhaften Geburt entstanden sei und sie ihn somit Ich bin befreit (von den Geburtsschmerzen) nannte.
Heute wird der Name nicht mehr häufig gebraucht. Ursache dafür ist zum Teil, dass seit der Islamischen Revolution im Iran in der iranischen Bevölkerung eher islamische Namen an die Kinder vergeben werden als altpersische.

## In anderen Sprachen
- Armenisch: Ռոստոմ (Rostom)
- Aseri: Rustam
- Georgisch: როსტომ (Rostom)
- Kasachisch: Рустам (Rustam)
- Kurdisch: روستەم (Rustem)
- Russisch: Рустам (Rustam, Rustem)
- Tadschikisch: Рустам (Rustam)
- Türkisch: Rüstem
- Ukrainisch: Рустам (Rustam)
- Usbekisch: Rustam

## Namensträger
- Rostam Batmanglij (* 1983), US-amerikanischer Musiker
- Rostam Farrochzād († 636), Feldherr im Sassanidenreich
- Rostam Ghasemi (1964–2022), iranischer General und Politiker
- Rustam Effendi (1903–1979), indonesischer Dichter, Dramatiker und Politiker
- Rustam Kasimjanov (* 1979), usbekischer Schachgroßmeister
- Rustam Nurgalijewitsch Minnichanow (* 1957), russischer Politiker und Motorsportler, Präsident der Republik Tatarstan